# Herb gminy Maków
Herb gminy Maków – jeden z symboli gminy Maków, ustanowiony 14 listopada 1997.

## Wygląd i symbolika
Herb przedstawia na tarczy koloru zielonego tarczę ze srebrną literą „M”, a za nią złote: krzyż lotaryński, włócznia i wiosło.